# Алахан-Еппет-Арита
Алаха́н-Еппе́т-Арита́ (рос. Алахан-Эппет-Арыта) — невеликий острів в Оленьоцькій затоці моря Лаптєвих. Територіально відноситься до Якутії, Росія.
Розташований в центрі затоки, в дельті річки Оленьок — найзахідніший острів. Знаходиться між затокою Огонньор-Кубата на півночі та протокою Улахан-Уес на півдні. Відокремлений від сусіднього острова Оччугуй-Еппет-Арита вузькою протокою на сході. Острів має овальну форму, видовжений із північного заходу на південний схід. Вкритий болотами та пісками, має 5 невеликих озер, оточений мілинами.
| Росія | Це незавершена стаття з географії Росії. Ви можете допомогти проєкту, виправивши або дописавши її. |